# Malmö stadsbibliotek
Malmö stadsbibliotek er et kommunalt folkebibliotek i Malmö som åbnede 12. december 1905. Biblioteket lå i Hotel Tunneln og havde på dette tidspunkt 3.096 bind – bøger og tidsskrifter. I 1946 flyttede Stadsbiblioteket til en tidligere 
museumsbygning ved Regementsgatan. Slottet, som det er kommet til at blive kaldt, blev oprindelig rejst for Malmö Museum og var tegnet af John Smedberg og Fredrik Sundbärg. Inspirationen kom fra danske og skånske renæssanceslotte.
Malmö stadsbibliotek består nu af tre bygninger; Slottet, Ljusets Kalender og Cylindern. Ljusets Kalender er tegnet af Henning Larsen Architects og blev indviet 31. maj 1997. Slottet blev restaureret og nyindviet 24. september 1999. Disse to hovedbygninger forbindes med Cylindern. I Cylindern findes der blandt andet informationsdisk og café.
Henning Larsen Architects og Ljusets Kalender modtog Kasper Salin-prisen i 1997.
Biblioteket har cirka 550.000 forskellige media, cirka 1.500 forskellige tidsskrifter, cirka 10.000 dvd'er og 33.500 musik-cd'er. I 2006 blev biblioteket Sveriges første som udlånte tv-spil.